# خلية قاسية

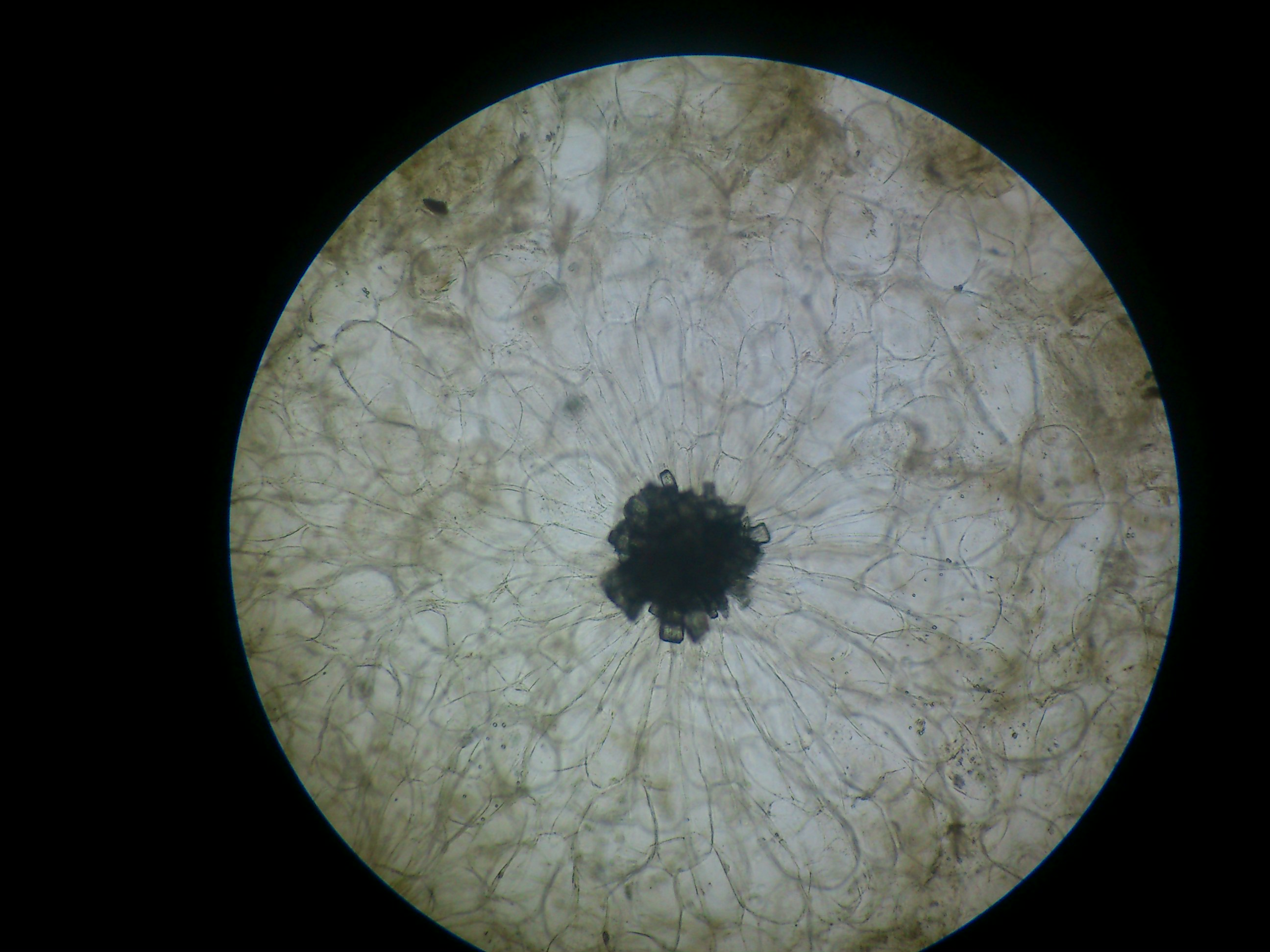
جبل جديد من الصلبة في فاكهة الموز

خلايا قاسية (بالإنجليزية: Sclereids)هي شكل انخفاض في النسيج الداعم الخلايا مع، خشبية (lignified) سميكة للغاية الجدران الخلوية التي تشكل حزم صغيرة من طبقات من الأنسجة دائمة في معظم النباتات. وجود العديد من الخلايا القاسية تشكل نواة فاكهة التفاح وتسبب الملمس الرملي في فاكهة الجوافة.
على الرغم من أن الخلايا الصلبة متغيرة الشكل، إلا أن الخلايا عمومًا تكون متساوية القياس، أو متشعبة، أو متشعبة، أو متفرعة بشكل متقن. يمكن تجميعها في حزم، ويمكن أن تشكل أنابيب كاملة تقع في المحيط، أو يمكن أن تحدث كخلايا مفردة أو مجموعات صغيرة من الخلايا داخل أنسجة الحمة. تُعرف الخلية الصلبة المعزولة باسم الأرومة الفطرية. توجد الصلبة عادةً في البشرة والأنسجة الأرضية والأنسجة الوعائية.
تم تقديم مصطلح "sclereid" «القاسية» بواسطة ألكسندر تشيرش في عام 1885.

## أصل
يتم إنشاء Sclereids من خلال التصلب المتأخر لخلايا الحمة أو يمكن أن تنشأ من بدائيات الصلبة التي يتم تخصيصها في وقت مبكر من التطور. عادةً ما ينطوي التصلب على زيادة سماكة جدار الخلية، وزيادة الصلابة. في اللحاء، عندما تتوقف الأنسجة عن العمل في خلايا التوصيل قد تبدأ في التصلب. في أنسجة الأوعية الدموية، سوف تتطور الصلبة الصلبة من الخلايا الكامبية والخلايا الجنينية.

## الصلبة الصلبة الجذعية
في المنطقة الوعائية من جذع هويا اللحمي ، عمود من sclereids يمكن العثور عليه، وفي باب من ينبع من هويا و بودوكاربس مجموعات من sclereids يمكن العثور عليها. هذه هي الصلبة ذات جدران الخلايا السميكة والعديد من الحفر، تشبه خلايا النسيج المجاورة. يشير هذا التشابه إلى أن هذه الصلبة هي في الأصل خلايا حمة، لكنها متصلبة لدرجة أنها أصبحت الآن خلايا صلبة وليست خلايا حمة. هذه الصلبة هي مثال على الخلايا الحجرية أو brachysclereids.

## الخلايا القاسية في الأوراق

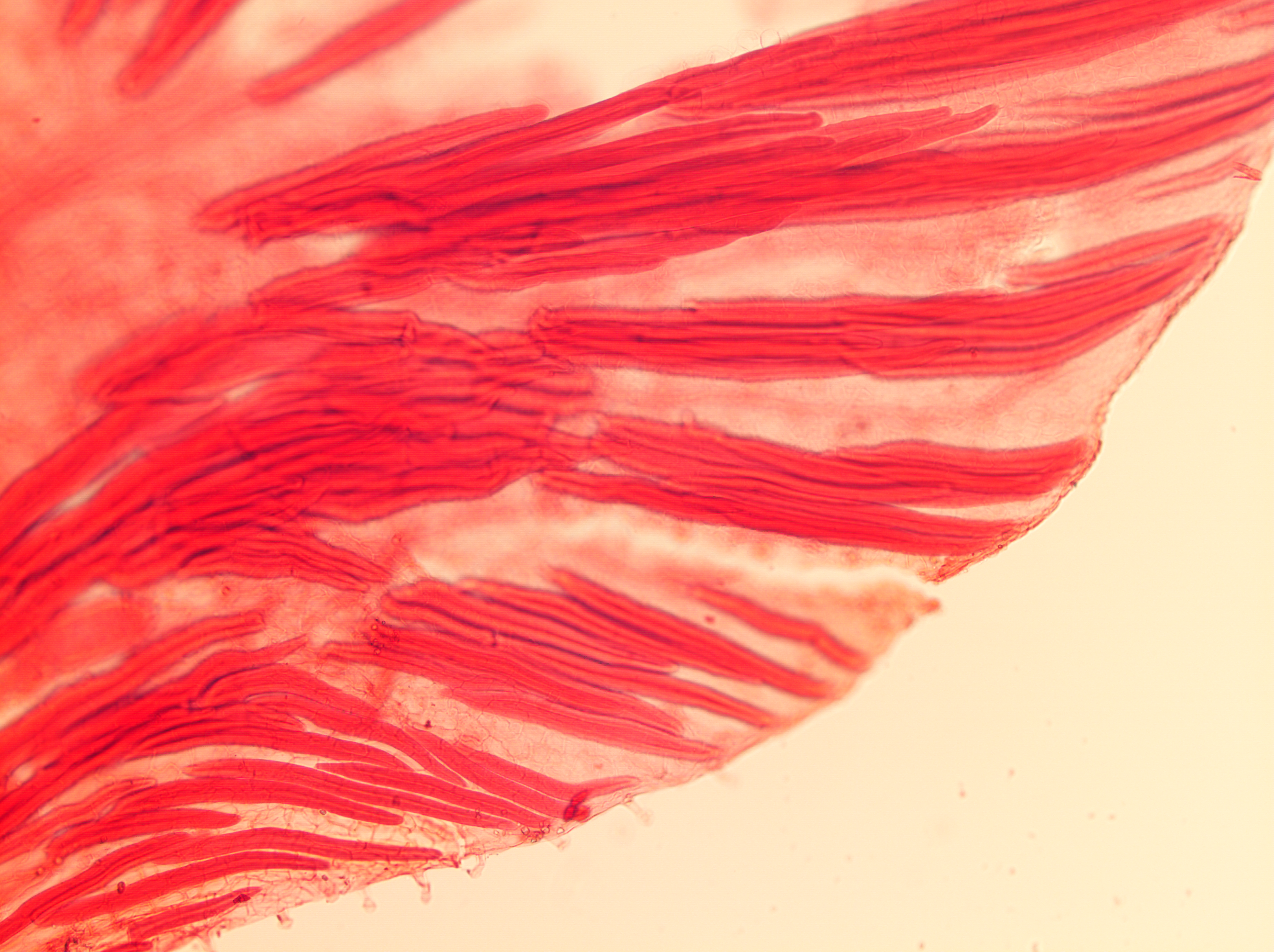
sclereids مدبب طويل دعم حافة ورقة في ديونيسيا kossinskyi

تحتوي الأوراق على أنواع مختلفة من الصلبة. في نسيج الورقة المتوسط، تم العثور على هيكلين sclereid متميزة. تنتشر الصلبة في نمط منتشر في جميع أنحاء أنسجة الأوراق، وتتركز الصلبة في نمط طرفي حول أطراف عروق الأوراق. تشمل التكوينات الصلبة في الأوراق، الصلبة المتفرعة من Trochodendron ، والصلبة العمودية في Hakea، و trichosclereids التي تشبه الشعر والتي تتفرع إلى غرف هوائية داخل أوراق زنبق الماء وزنبق البركة الأصفر. يمكن أن تشكل الصلبة أيضًا جزءًا من أو كامل البشرة من الهياكل الورقية مثل قشور القرنفل من Allium sativum.
المثير للاهتمام بشكل خاص هي الصلبة في أوراق الزيتون. هم عادة 1 مليمتر (0.039 بوصة) في الطول وبالتالي تسمى sclereids الألياف. هذه الصلبة تتخلل النسيج الوسطي كحصيرة كثيفة. أثناء التصلب، يمكن أن تزيد هذه الخلايا الصلبة الشبيهة بالألياف بمئات أضعاف حجمها الأصلي، مقارنة بخلايا النسيج الأخرى التي تزيد مرتين أو ثلاث مرات فقط.

## القاسية في الفواكه
تختلف السكريات في الفواكه من حيث الشكل والاستخدام. في الكمثرى، الصلبة الصلبة من مجموعات متحدة المركز التي تنمو حول الصلبة التي تشكلت في وقت سابق. غالبًا ما تشكل هذه السكريات الكمثرية، وكذلك الصلبة داخل فاكهة السفرجل، حفرًا محاطة عندما يزداد سمك جدار الخلية أثناء التصلب. في التفاح، تشكل طبقات الصلبة الممدودة القشرة الداخلية التي تحيط بالبذور.

## الصلبة في الفواكه
غالبًا ما يحدث تصلب طبقات البذور أثناء النضج من خلال التصلب، عندما تتكاثف جدران الخلايا الثانوية في البشرة وتحت البشرة. البذور البقولية هي أمثلة على هذا التصلب. تشكل الصلبة الكبيرة أعمدة في البشرة من البازلاء والفاصوليا وفول الصويا، وتحدث العظم العظمي على شكل عظم تحت البشرة. في معاطف بذور جوز الهند، تمتلك الصلبة العديد من الحفر الحدودية. هذه الكريات الكبيرة الكبيرة الموجودة في معاطف البذور هي من أصل بدائي. 